# Hafnium(IV)-fluorid
Hafnium(IV)-fluorid ist eine anorganische chemische Verbindung des Hafniums aus der Gruppe der Fluoride.

## Gewinnung und Darstellung
Hafnium(IV)-fluorid kann durch Reaktion von Hafniumdioxid mit Fluor gewonnen werden.
{\displaystyle \mathrm {HfO_{2}+4\ F\longrightarrow HfF_{4}+O_{2}} }
Es kann auch durch Fluorierung von Hafnium, Hafniumcarbid, Hafniumborid gewonnen werden.

## Eigenschaften
Hafnium(IV)-fluorid ist ein weißer Feststoff. Er besitzt eine monokline Kristallstruktur vom Zirconium(IV)-fluoridtyp mit der Raumgruppe C2/c (Raumgruppen-Nr. 15) und den Gitterparametern a = 1172,5 pm, b = 986,9 pm, c = 763,6 pm und β = 126,15°, R = 6,7 % bzw. RW = 7,24 %. Es ist auch ein Trihydrat der Verbindung bekannt. Mit Flusssäure reagiert die Verbindung zu verschiedenen Hydraten (Mono- und Trihydrat) und Oxyfluoriden.

## Verwendung
Hafnium(IV)-fluorid wird als dünne Beschichtung von optischen und elektronischen Elementen verwendet.